# محمد يوسف (لاعب كرة قدم كويتي)
محمد يوسف ، لاعب كرة قدم كويتي سابق.
و هو يلعب مع نادي خيطان و قد كان يلعب في نادي السالمية، وقد كان هداف لكأس الأمير 1965/1966 برصيد 3 أهداف.
و قد حصل على لقب هداف دوري الدرجة الثانية الكويتي في موسم 2001/2002 ، و قد كان هداف دورة تشرين في عام 2005 برصيد 5 أهداف.